# Aabye
Aabye là một họ người có nguồn gốc từ Đan Mạch. Những người đáng chú ý có mang họ này bao gồm:
- Dag Aabye (sinh năm 1941), Vân động viên điền kinh người Canada gốc Na Uy
- Edgar Aabye (1865-1941), người kéo co Olympian của Đan Mạch
- Finn Aabye (sinh năm 1935), nhà sản xuất phim người Đan Mạch
- Jørgen Aabye (1868-1959), họa sĩ người Đan Mạch
- Karen Aabye (1904-1982), nhà văn Đan Mạch
- Søren Aabye Kierkegaard (1813 -1855), triết gia và nhà thần học người Đan Mạch